# Zinkenbach-Halbinsel
Die Zinkenbach-Halbinsel ist eine Halbinsel des Wolfgangsees im Salzburger Salzkammergut.

## Lage, Landschaft und Orte

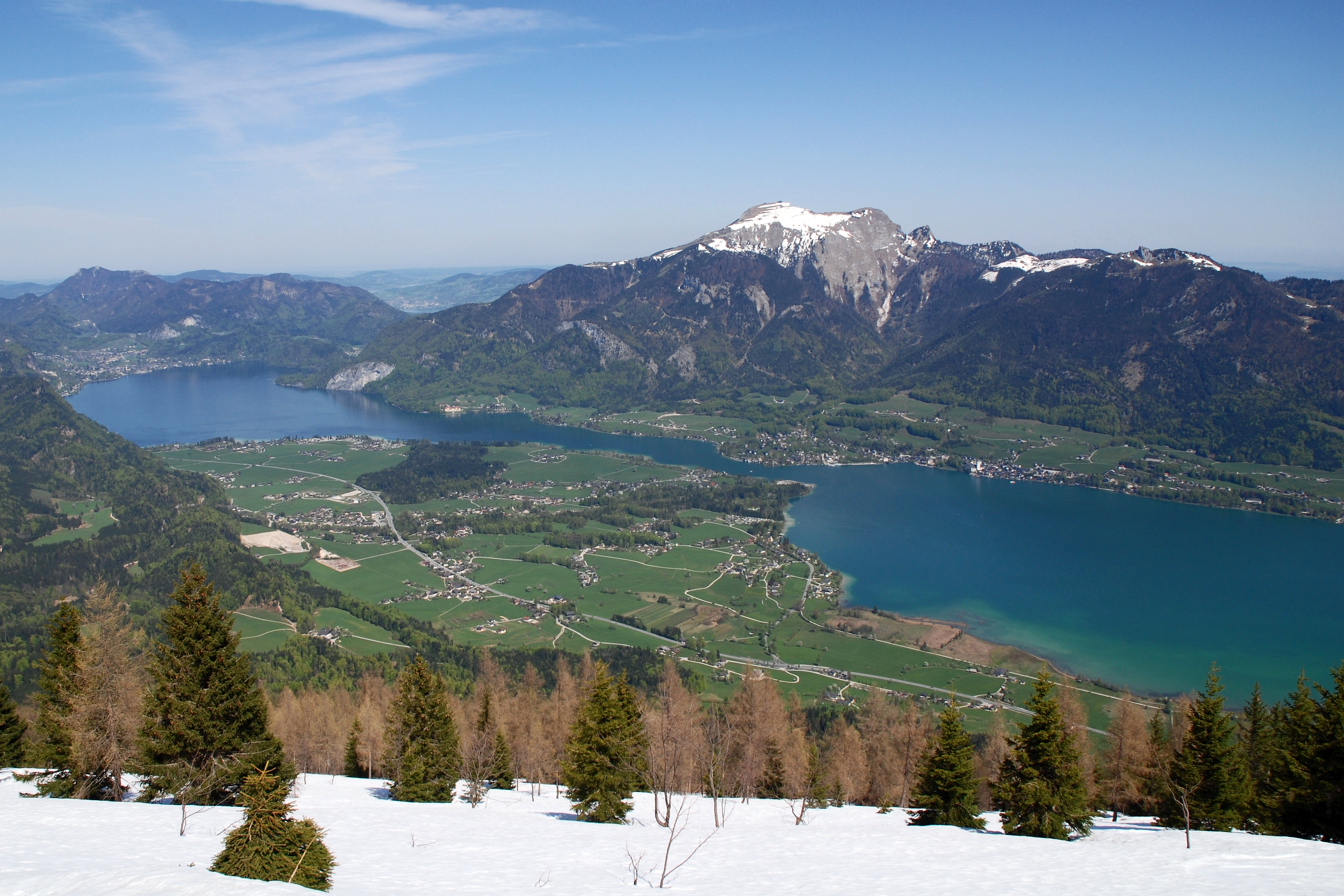
Blick von der Bleckwand auf die Zinkenbach-Halbinsel

Die Halbinsel ist der Schwemmfächer des Zinkenbachs, der aus der Osterhorngruppe der Salzkammergut-Berge respektive Salzburger Voralpen als Hauptzubringer in den Wolfgangsee fließt. Dieser an die 3½ Kilometer breite Mündungsbereich bildet die unter 250 Meter breite Engstelle des Sees. Dadurch ist der Wolfgangsee in zwei Teile gegliedert, den St.-Gilgen–Rieder Obersee und den St.-Wolfgang–Strobler Untersee.
Der Zinkenbach bildet die Gemeindegrenze. Auf der Halbinsel liegen die Ortschaften und Katastralgemeinden Gschwand von Sankt Gilgen und Gschwendt von Strobl.
Am Bergfuß liegen – Richtung Osten – der Ort Brunn unterhalb der Wände des Troiferbergs (883 m ü. A.), einem Ausläufer des Zwölferhorns, Abersee (ehemals Zinkenbach) dort, wo der Zinkenbach am Breitenberg (1260 m ü. A.) aus dem Gebirge bricht, und Gschwendt an der Bruneggwand (ca. 700 m ü. A.), einem Vorklapf der Bleckwand. Im Inneren der Halbinsel befinden sich links am Zinkenbach noch Langgassen und Reith. Das Ufer der Halbinsel erstreckt sich von der Ortslage Franzosenschanze am Nordwestrand der Halbinsel, wo der Troiferberg schon direkt in den See abbricht, über Gschwand, Farchen, Stockach, und die Uferlagen von Reith über die Zinkenbachmündung bis Forsthub am Ostrand. Hier geht die Halbinsel ohne prägnante Abgrenzung in das ganz flache Südostufer des Sees um das Blinklingmoos über.

## Verkehr

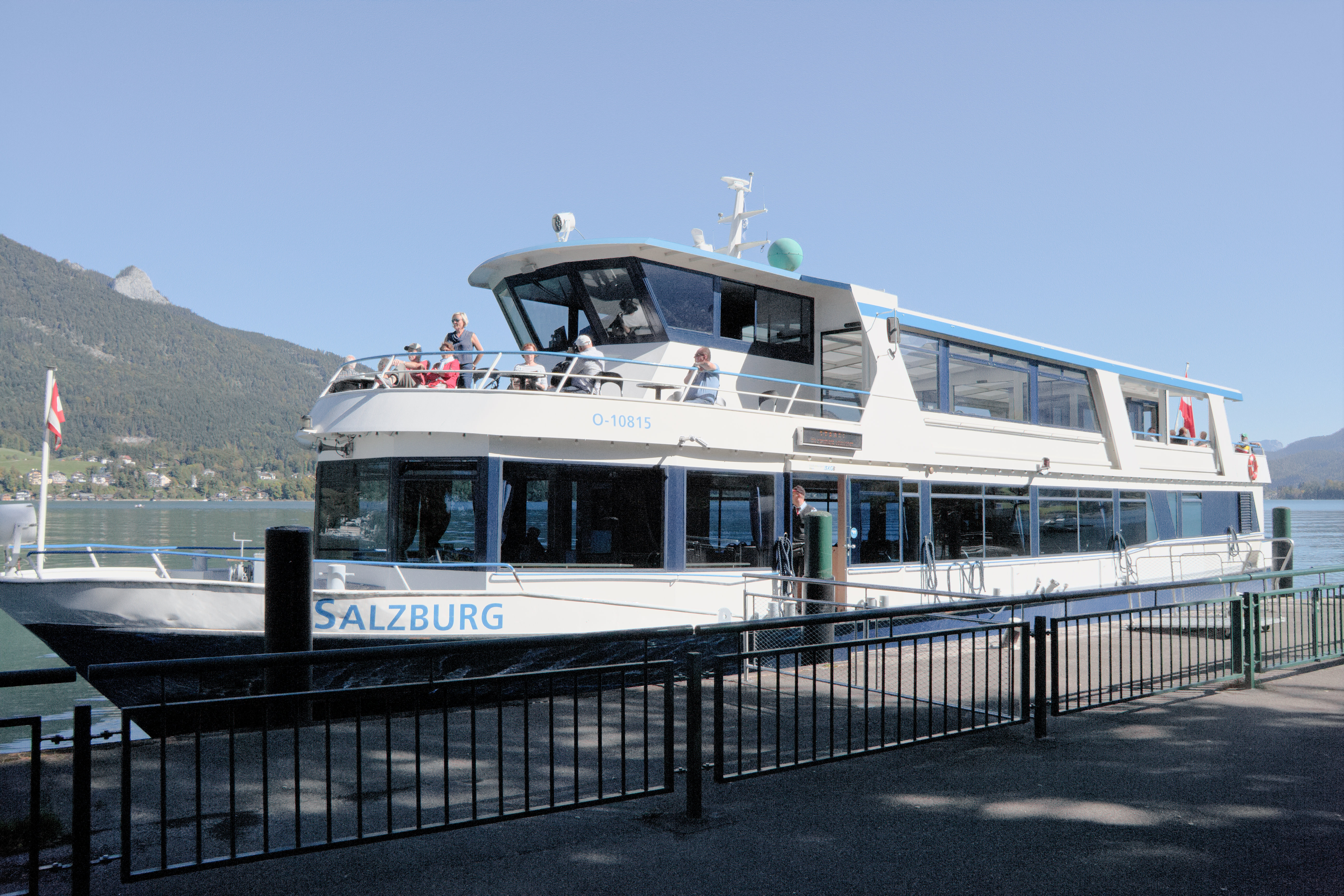
Die Salzburg an der Schiffanlegestelle Forsthub

Die Wolfgangsee Straße (B158) quert die Halbinsel, mit einer großzügigen Umfahrung der Orte (km 32–36) und einer kreuzungsfreien Anschlussstelle für Abersee und Reith. Im Westen führt eine Gemeindestraße über Gschwand nach Farchen. Entlang des Zinkenbachs verläuft die Straße durch Reith. Im Osten führt die nur 1,15 km lange Gschwendter Landesstraße (L243) nach Forsthub. Sonst sind nur kleine Zufahrtswege vorhanden, entlang des Ufers führt gar keine durchgehende Straße.
Die Anlegestelle der Wolfgangsee-Schifffahrt befindet sich in Forsthub – weshalb die Zufahrtstraße auch als Landesstraße ausgewiesen ist. Am Reither Ufer liegt eine Übersetzstelle nach St. Wolfgang/Ried.
Früher querte auch die Ischlerbahn (Salzkammergut-Lokalbahn, SKGLB) die Halbinsel (1891–1957), die Trasse von Forsthub, wo ehemals der Bahnhof St. Wolfgang lag, bis nördlich der B158-Anschlussstelle ist noch vorhanden. Ab dort wurde die B158-Umfahrung, die vorher direkt durch Abersee (Zinkenbach) verlief, darüberverlegt.

## Geologie, Hydrographie und Natur
Der Zinkenbach ist ein nur etwa 6½ Kilometer langer Sturzbach, der unvermittelt große Wassermengen führen kann. Sein Unterlauf auf der Halbinsel fällt aber – ähnlich den norditalienischen Torrentes – sonst trocken, das Wasser versickert im Untergrund und es verbleibt eine bis 20 Meter breite Schotterfläche.
Das Wolfgangtal folgt einer WNW–OSO streichenden massiven Störung im Alpenbau, der Wolfgangseestörung. Diese Störung ist sehr alt und wurde schon in gosauischer Zeit während der Alpenbildung (Mittelkreide, grob vor 100 Mio. Jahren) mit Sedimenten befüllt. Es wurde dann vom Wolfgangseegletscher, einem der beiden Zweige des Traungletschers, wieder tiefgründig ausgeschürft. Der Wolfgangsee ist an seiner tiefsten Stelle zwischen der Litzlwand bei Lueg und der Falkensteinwand 114 Meter tief, der Untersee bis 63 Meter. Der Zinkenbach entwässert einen Gutteil der zentralen Osterhorngruppe und transportiert große Geschiebemengen. Zusammen mit dem kleineren Schwemmtrichter des Ditlbachs vom Schafberg gegenüber ist der See schon fast vollständig eingeengt, an seiner Schmalstelle ist er nur mehr gut 20 m tief. Daher wird der See in fernerer Zukunft durch die Zinkenbach-Halbinsel in zwei Teile zerfallen.
Auf der Halbinsel liegt mit dem Staudachwald eines der wenigen größeren noch geschlossenen Waldgebiete des Talbodens. Der untere Zinkenbach hat einen guten Auwaldbestand, der sich bis an den See zieht. Beide Waldtypen sind im dicht besiedelten Salzkammergut relativ selten geworden. Bei Abersee liegt ein Arboretum, das die typischen Vegetationsgesellschaften des Raumes zeigt. Die ganze Halbinsel gehört bis auf die direkten Siedlungsräume von Abersee, Gschwendt und Reith zum Landschaftsschutzgebiet Schafberg–Salzkammergutseen (LSG 46). Das Ufer der Halbinsel ist aber bis auf die Zinkenbachmündung weitgehend verhüttelt und mit Badeplätzen denaturiert.